# Dichlormide
Le dichlormide est un phytoprotecteur utilisé pour protéger les cultures de maïs. Ce phytoprotecteur n'est pas homologué en France.